# 우다노케라톱스
우다노케라톱스(Udanoceratops)("우단-사이르의 뿔 달린 얼굴"이라는 의미)는 멸종한 렙토케라톱스과 각룡류 공룡의 한 속이다. 백악기 후기 샹파뉴절 당시에 현재의 몽골에 살았다.

## 발견

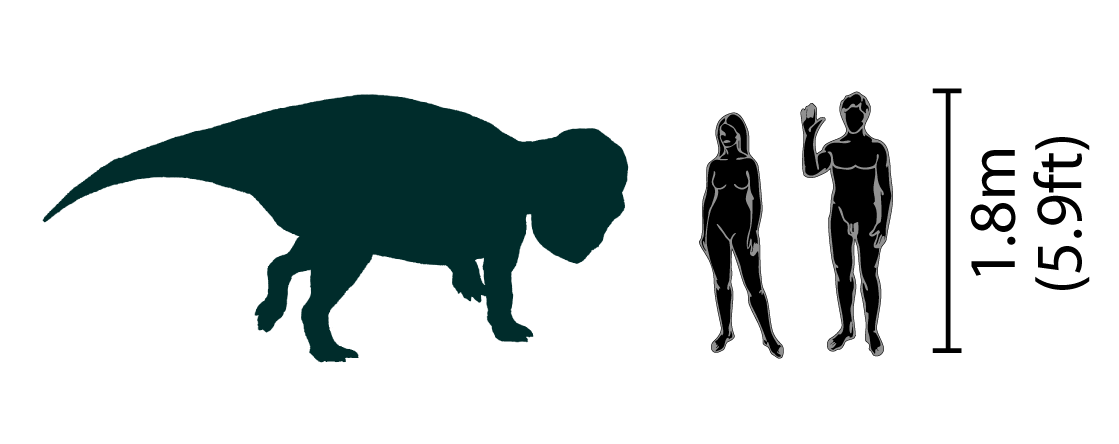
사람과 우다노케라톱스의 크기 비교

우다노케라톱스는 완모식표본만이 발견되었는데 이 표본은 거의 완전한 두개골로 길이는 60 cm 정도로 비교적 잘 보존된 상태다. 우다노케라톱스는 알려진 것 중 가장 큰 렙토케라톱스과 공룡이다. 다른 렙토케라톱스과 공룡과 마찬가지로 두개골에는 짧은 프릴이 있고 이마나 코 위에 뿔은 없다. 우다노케라톱스의 몸길이는 4 미터, 높이는 1.8m, 체중은 0.5t~1t 정도였을 것으로 보인다. 완모식표본은 음느고비 주의 백악기 후기 샹파뉴절 8350만년에서 7060만년의 연대를 가지는 자도크타 층 (Djadokhta Formation) 에서발견되었다. 2007년에는 더르너고비 주의 샹파뉴절 바룬 고요트 층 (Barun Goyot Formation)에서 발견된 표본 하나가 Udanoceratops aff. tschizhovi 로 기재되었다.

## 어원
우다노케라톱스는 세르게이 구르자노브가 1992년에 처음 명명하였으며 모식종은 우다노케라톱스 치조비 (Udanoceratops tschizhovi)이다. 속명은 완모식표본이 발견된 우단-사이르 지역의 이름과 "뿔"을 뜻하는 그리스어 케라스 (ceras/κέρας) 와 "얼굴"을 뜻하는 옵스 (-ops/ωψ)에서 온 것이다.

## 분류
우다노케라톱스는 앵무새 같은 부리를 가지고 백악기에 북아메리카와 아시아에서 번성한 초식성 공룡인 각룡류에 속한다. 치네리는 우다노케라톱스를 렙토케라톱스과로 분류했다. 우다노케라톱스는 렙토케라톱과에서 유일한 아시아의 공룡이며 북아메리카의 렙토케라톱스과 공룡으로는 렙토케라톱스, 몬타노케라톱스, 그리고 프레노케라톱스 등이 있다.

## 식성
우다노케라톱스는 다른 각룡류와 마찬가지로 초식성이었을 것이다. 턱이 짧고 깊어 무는 힘이 강했을 것이다. 이빨이 없는 부리로는 줄기나 잎을 잡고 잘라내서 다른 렙토케라톱스과 공룡과 마찬가지로 이빨로 자르고 부수는 동작을 했을 것이다. 렙토케라톱스과가 보여주는 섭식을 위한 적응은 이들이 상대적으로 질기고 거친 음식을 먹었으리라는 것을 알 수 있게 해주지만 백악기 당시 고비 사막에서 자라던 식물에 대해서는 알려져 있는 것이 거의 없다.

## 참고 문헌
- Dodson, P. (1996). The Horned Dinosaurs. Princeton University Press, Princeton, New Jersey. ISBN 0-691-05900-4.
- Kurzanov, S.M. (1992). “A giant protoceratopsid from the Upper Cretaceous of Mongolia (in Russian)”. Paleontological Journal: 81–93.